# Ne Win
U Ne Win (birm. နေဝင်း /ne wɪɴ/; ur. 14 maja 1911 w Paungdale, Mjanma; zm. 5 grudnia 2002 w Rangunie, Mjanma) – birmański generał, polityk i dyktator, który doprowadził do wprowadzenia ustroju socjalistycznego i izolacji Birmy.

## Życiorys
Pochodził z regionu Bago. Ukończył studia na Uniwersytecie w Yangon. Uczestniczył w ruchu narodowym skierowanym przeciwko Brytyjczykom. Od 1941 do 1942 przebywał w Japonii. Współpracował z Japończykami w trakcie ich inwazji na Birmę mając nadzieję na wyzwolenie w ten sposób Birmy spod rządów kolonialnych. Od 1942 do 1945 działał w konspiracyjnej Antyfaszystowskiej Lidze Wolności Ludu. W administracji wojskowej pełnił funkcję naczelnego dowódcy armii Birmy (1949–1961 i 1962–1972), zaś w administracji politycznej sprawował urząd wicepremiera i jednocześnie ministra obrony (1949–1950). W latach 1958 roku dokonał cichego zamachu stanu i odsunął od władzy premiera U Nu. Przyczyną puczu było niezadowolenie armii z negocjacji jakich U Nu podjął się z separatystycznymi rebeliantami. Do 1960 roku stał na czele państwa i rządu przejściowego. W okresie krótkich rządów wdrażał intensywne reformy administracyjno-gospodarcze. Następnie zorganizował demokratyczne wybory w wyniku których do władzy doszedł poprzedni premier. W 1962 roku w obliczu postępującego kryzysu państwa dokonał kolejnego zamachu stanu i został po raz kolejny szefem państwa jako przewodniczący Rady Rewolucyjnej (1962–1974, premier w latach 1962–1963 i 1965–1974). W 1962 został przewodniczącym Birmańskiej Partii Programu Socjalistycznego, a w 1974 objął stanowisko prezydenta kraju.
W trakcie drugiej kadencji zaprowadził ustrój jednopartyjny w którym rządziła Birmańska Partia Programu Socjalistycznego łączącą ideologie socjalistyczną z myślą buddyjską. Rządy Ne Wina wiązały się z izolacją od świata oraz walką z opozycją składającą się z mniejszości etnicznych. Ne Win ponadto przeprowadził reformy gospodarcze w tym nacjonalizacji przemysłu. W polityce zagranicznej zachowywał dystans wobec Chin i ZSRR. W 1972 roku przeprowadził stopniową liberalizację reżimu i przywrócił formalne rządy cywilne oraz zorganizował wybory parlamentarne. W 1980 roku ogłosił amnestię, dzięki której obalony przez niego U Nu mógł wrócić do kraju. Nie polepszyło to jednak napiętych nastrojów politycznych, dlatego w 1981 oddał urząd Przewodniczącego Rady Państwa (prezydenta) w ręce generała San Yu (będącego wcześniejszym zastępcą Ne Wina). Ne Win nie zniknął całkowicie z życia politycznego, ponieważ wciąż pozostał szefem Birmańskiej Partii Socjalistycznej, a urząd ten sprawował do lipca 1988 roku. Istotniejszymi sukcesami jego rządu okazało się rozbicie partyzantki komunistycznej i częściowe pokonanie ruchów separatystycznych.
W 2002 zięć i trzech wnuków Ne Wina podjęło próbę zamachu stanu zakończoną fiaskiem, która otoczyła go niesławą.